# Vic-de-Chassenay
Vic-de-Chassenay ist eine französische Gemeinde mit 209 Einwohnern (Stand 1. Januar 2022) im Département Côte-d’Or in der Region Bourgogne-Franche-Comté. Sie gehört zum Arrondissement Montbard und zum Kanton Semur-en-Auxois.

## Geographie
Nachbargemeinden von Vic-de-Chassenay sind Genay im Norden, Millery im Nordosten, Semur-en-Auxois im Osten, Courcelles-lès-Semur im Südosten, Thoste im Süden, Forléans im Südwesten, sowie Torcy-et-Pouligny im Nordwesten.

## Bevölkerungsentwicklung
| Jahr                       | 1962 | 1968 | 1975 | 1982 | 1990 | 1999 | 2012 |
| Einwohner                  | 286  | 279  | 245  | 213  | 264  | 254  | 228  |
| Quellen: Cassini und INSEE |      |      |      |      |      |      |      |

## Sehenswürdigkeiten
- Schloss Bourbilly (14./15. Jahrhundert, Monument historique), das von Johanna Franziska von Chantal und ihrer Großnichte, der Marquise de Sévigné bewohnt wurde
- Pfarrkirche Saint-Martin (12./13. Jahrhundert, Monument historique)